# 烏克蘭綠黨
烏克蘭綠黨（烏克蘭語：Партія Зелених України, Partija Zelenykh Ukrainy, PZU）是烏克蘭成立於1990年的綠黨。
該黨前身為1987年成立的綠色世界協會（Green World Association），並在1990年烏克蘭議會選舉中參加民主選舉聯盟。 隨後該黨將黨名改為烏克蘭綠黨。
1998年，烏克蘭綠黨拿下5.5%的選票，取得19席國會議員席次。但2002年，得票率衰退至1.3%，2007年，得票率跌至0.40%。
烏克蘭綠黨聲稱目前共有8萬名黨員。
該黨的首要任務是改變經濟制度中的反生態看法，重建社會制度並保護人權。
該黨在1994年1月成為歐洲綠黨的成員。

## 外部連結
- 官方網站 （页面存档备份，存于）
- 歐洲綠黨的烏克蘭綠黨簡介